# Níkos Panayiótou
Pour les articles homonymes, voir Panayiotou.
Níkos Panayiótou (en grec moderne : Νίκος Παναγιώτου), né le 16 décembre 1970 à Famagouste en Chypre, est un footballeur international chypriote, devenu entraîneur à l'issue de sa carrière, qui évoluait au poste de gardien de but.
Il est le gardien de but chypriote le plus capé avec 74 sélections en équipe nationale. Il entraîne le club d'Ermís Aradíppou depuis 2015.

## Biographie

### Carrière de joueur
Níkos Panayiótou dispute 16 matchs en Ligue des champions, et 20 matchs en Coupe de l'UEFA,.

### Carrière internationale
Níkos Panayiótou compte 74 sélections avec l'équipe de Chypre entre 1994 et 2006. 
Il est convoqué pour la première fois par le sélectionneur national Andréas Michaelídes pour un match amical contre l'Estonie le 9 mars 1994 (victoire 2-0). Il reçoit sa dernière sélection le 1er mars 2006 contre l'Arménie (victoire 2-0).

## Palmarès
Anorthosis Famagouste
- Champion de Chypre en 1995, 1997, 1998, 1999 et 2000.
- Vainqueur de la Coupe de Chypre en 1998, 2002 et 2003.
- Vainqueur de la Supercoupe de Chypre en 1995, 1998, 1999 et 2000.